# Soutien du Royaume-Uni à Israël dans la guerre de Gaza

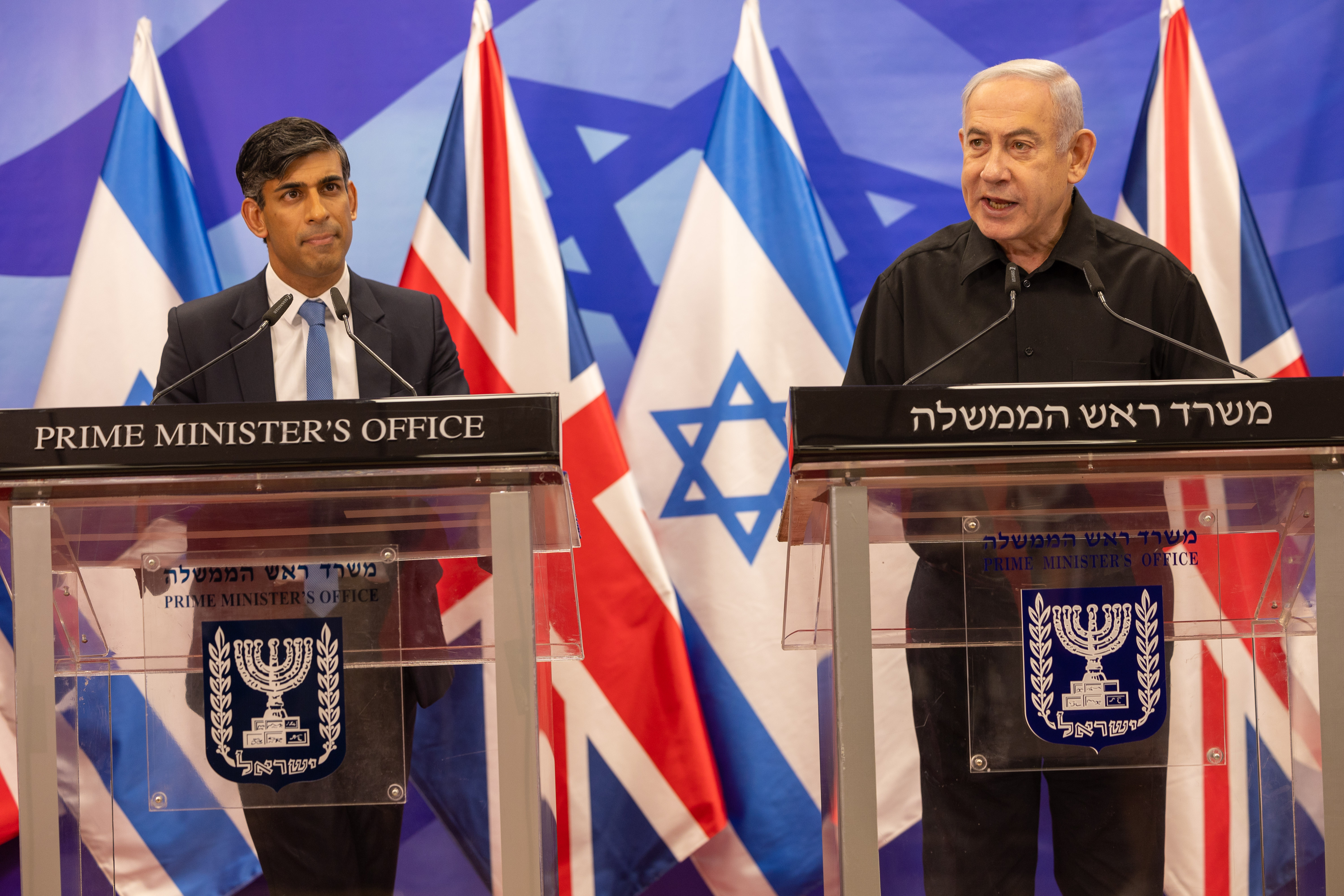
Rencontre entre le Premier ministre britannique Rishi Sunak et le Premier ministre israélien Benyamin Netanyahou à Jérusalem le 19 octobre 2023.

À la suite du déclenchement de la guerre de Gaza en 2023, le Royaume-Uni fournit à Israël un soutien militaire et diplomatique considérable.

## Position du Royaume-Uni
En réponse à l'attaque menée par le Hamas contre Israël en 2023, le Premier ministre britannique Rishi Sunak annonce un soutien « sans équivoque » à l'État hébreu tout en condamnant « sans équivoque » le Hamas,. Le Royaume-Uni déploie ensuite du personnel et des moyens des forces armées britanniques en Méditerranée orientale.
Le Royaume-Uni s'aligne résolument sur les États-Unis tout au long du conflit, pays ayant également apporté un soutien significatif à Israël, en s'abstenant de trois résolutions de cessez-le-feu présentées par le Conseil de sécurité des Nations Unies appelant à un cessez-le-feu humanitaire à Gaza. Cette position conduit le Royaume-Uni à faire face à un isolement croissant, aux côtés des États-Unis et d’Israël, alors que les appels mondiaux à un cessez-le-feu s’intensifient. Les ministres britanniques ont ouvertement approuvé les ordres d'évacuation forcée d'Israël et les châtiments collectifs, sans condamner aucune des politiques israéliennes malgré le nombre croissant de morts.
Selon la Campaign Against Arms Trade (en), le Royaume-Uni a accordé à Israël des licences d'exportation d'armes d'un montant de 727 millions d'euros depuis 2008, dont 53 millions d'euros en 2022. 
La présidente de la commission des affaires étrangères à Westminster a révélé fin mars 2024 l’existence d’une note des services juridiques du gouvernement britannique établissant qu’Israël violait le droit humanitaire international. Le gouvernement britannique avait choisi de ne pas rendre public le document, car sa conclusion emportait que Londres cesse de vendre des armes à Tel-Aviv. Le 1er avril, des frappes de missiles israéliennes ont tué trois salariés britanniques de l’organisation caritative World Central Kitchen avec quatre autres de leurs collègues, alors qu’ils apportaient de l’aide à Gaza. Le surlendemain, plus de six cents juristes et universitaires — dont trois juges retraités de la Cour suprême britannique — dénonçaient l’illégalité des ventes à l’armée israélienne,
Le ministre des Affaires étrangères David Cameron déclare le 9 avril 2024 que le pays ne cessera pas ces ventes avec l'État hébreu. Le pays est critiqué par des organisations internationales de défense des droits humains telles qu'Human Rights Watch, arguant qu'une telle assistance pourrait rendre le Royaume-Uni complice de crimes de guerre et d'allégations de génocide,. En avril 2024, les estimations s'élèvent à plus de 34 000 Palestiniens morts à la suite du conflit.
Des responsables britanniques anonymes ont révélé que les F-35 israéliens bombardant Gaza avaient eu accès à la vaste base aérienne d’Akrotiri située à proximité de Chypre, l'armée britannique refuse de se prononcer à ce sujet, suscitant de nouveaux soupçons de complicité de crimes de guerre.
Des organisations de défense des droits humains, dont Amnesty International, Human Rights Watch, Oxfam et d'autres organisations, attaquent en mai 2025 le gouvernement britannique en justice, l'accusant de violer le droit international avec ces exportations d'armes vers Israël.
Les manifestations de soutien aux Palestiniens ont réuni des centaines de milliers de personnes. En réponse, le gouvernement Sunak a condamné les protestataires et cherché des moyens de les criminaliser. 

## Lobby pro-israélien
Selon Declassified UK (en), 20 % des députés du Parti travailliste ont reçu un financement de groupes ou d’individus pro-israéliens, totalisant 280 000 £ de dons.

## Sondages d'opinion
Selon un sondage YouGov de décembre 2023, 71 % de la population britannique pense qu'il faut certainement (48 %) ou probablement (23 %) un cessez-le-feu immédiat à Gaza, tandis que seulement 12% estiment qu'il ne faut absolument pas (6%) ou probablement pas (6%) de cessez-le-feu immédiat. En outre, le sondage révèle que 17 % de l'opinion publique britannique approuve la gestion du conflit par le gouvernement britannique, tandis que seulement 9 % approuvent l'attitude du Parti travailliste d'opposition, révélant « un manque total et total de la confiance du public dans la manière dont le gouvernement britannique et le parti travailliste gèrent cette situation ». En février 2024, l’opinion publique demande l’arrêt des ventes d’armes à Israël à une majorité de 56 %, contre 17 % qui réclament sa poursuite.